# Birkhorst (Beelitz)
Birkhorst ist ein Gemeindeteil des Ortsteils Salzbrunn der Stadt Beelitz im Landkreis Potsdam-Mittelmark in Brandenburg.

## Lage
Birkhorst liegt rund zwei Kilometer westlich von Salzbrunn. Nach Norden und Westen hin schließt sich die weitere Gemarkung des Ortsteils an. Im Süden liegt der Beelitzer Ortsteil Buchholz, während im Osten der Gemeindeteil an Alt Bork, ein Ortsteil der Gemeinde Linthe, angrenzt. Westlich fließt der Neue Graben in nördlicher Richtung in die Nieplitz.

## Geschichte
Die Geschichte von Birkhorst hängt eng mit Salzbrunn zusammen. Auch diese Flächen waren nach dem Dreißigjährigen Krieg weitgehend wüst gefallen und wurden von den Einwohnern aus Wittbrietzen und dem benachbarten Elsholz für die Viehzucht und zur Landwirtschaft genutzt. Wie auch in Salzbrunn ließ Friedrich der Großen in Birkhorst vier Pfälzer Familien anwerben, die im Frühjahr 1748 auf dem Gebiet eines ehemaligen Meierhofs auf dem Berghorst angesiedelt wurden. Die Anlage sah ebenfalls ein Straßendorf vor. Nördlich Dorfstraße nach Alt Bork wurden drei Gehöfte angelegt. Sie wurden durch ein Gehöft südlich der Straße ergänzt. Hinzu kamen zwei Gebäude, die aus dem 1375 erstmals erwähnten Klausdorf noch vorhanden waren. Aus den Dokumenten ist eine Berkhorstmühle zu Klausdorf überliefert, die 1748 somit zur Gemeinde Salzbrunn kam. Eine Brücke über den Mühlgraben stellte die Verbindung nach Westen her; nach Osten konnten die bestehenden Verbindungen nach Salzbrunn sowie zum Forsthaus genutzt werden. Die Verwaltung erfolgte durch den Salzbrunner Schultheiß Peter Scheerer.
Die Kolonisten verpflichteten sich am 6. Mai 1749 mit einem Eid vor dem königlichen Kommissar des Amtes Saarmund dem König gegenüber „treu, hold und gegenwärtig“ zu sein. Friedrich II. befreite sie für zwei Jahre von den Abgaben. Die Kolonisten schworen weiterhin „bei Ablauf derer Freijahre den mir gesetzten Erbenzins richtig im Amte ab[zu]geben, auch im übrigen alles tun und leisten wolle, was einem ehrlichen Untertag und Erbzinsmann zusteht“. 1755 stellten Arbeiter fest, dass die Brücke über den Neuen Graben reparaturbedürftig geworden war. Sie erhielten Bauholz vom Amt Saarmund und konnten 1810 das Bauwerk sanieren.
Neben den Wirtschaftsgebäuden und dem Bau einer Kirche in Salzbrunn errichteten die Bewohner um den Müller Gottlieb Wenner eine Windmühle, die bis in die 1920er Jahre von Adolf Zemlin betrieben wurde. Er unterhielt auch eine Wassermühle, die bis zum Ausbruch des Zweiten Weltkrieges in Funktion war. 1960 rissen Handwerker die inzwischen baufällig gewordene Windmühle ab. 1978 asphaltierten Bausoldaten die Verbindung von der Bundesstraße 2 über Salzbrunn bis nach Birkhorst. Im Oktober 1979 stellten Arbeiter fest, dass die Brücke über den Königsgraben baufällig geworden war. Als Ursache vermuteten Experten die erheblichen Belastungen durch Panzer der Roten Armee, die bei Manövern auch durch Birkhorst fuhren. Das Bauwerk wurde durch einen Neubau aus Beton ersetzt. Seit 1993 existiert eine Straßenverbindung zum Forsthaus.
Mit Stand 6. Oktober 2014 lebten in Birkhorst 45 Einwohner.

## Infrastruktur und Verkehr
Durch den Gemeindeteil verläuft kreuzförmig die Dorfstraße. In westlicher Richtung stellt sie eine Verbindung nach Alt Bork her und endet in östlicher Richtung auf einer landwirtschaftlich genutzten Fläche. Nach Norden führt sie über die Straße Ausbau nach Schäpe und Salzbrunn; in südlicher Richtung ebenfalls nach Salzbrunn. An ihrer Kreuzung befindet sich eine Bushaltestelle des Verkehrsverbundes Berlin-Brandenburg, dessen Linie 642 nach Beelitz und Buchholz führt.